# 1953-as Formula–1 holland nagydíj
Az 1953-as Formula–1-es világbajnokság harmadik futama a holland nagydíj volt.

## Futam
A harmadik versenyt a hollandiai Zandvoortban rendezték. Itt újra Ascari szerezte meg a pole pozíciót. Mögötte ismét Fangio indult, a harmadik helyet újra Farina szerezte meg. Ezt a versenyt is a Ferrarik uralták. 
Különösképpen, miután José Froilán González 22. körben kiesett, igaz, ő még beülhetett csapattársa, Felice Bonetto autójába. A 36. körben kieső Fangiónak már nem volt ilyen lehetősége, így három futammal a szezonkezdet után is pont nélkül állt. A műszaki hibák a Ferrarit sem kerülték el teljesen. Luigi Villoresi a 67. körben kényszerült kiállni annak ellenére, hogy az addig futott leggyorsabb körénél a verseny végéig sem tudott senki gyorsabbat teljesíteni. Az élen Ascari és Farina értek célba, mögöttük egy kör hátrányban González, aki viszont megosztva kapta a négy pontot Bonettóval, így még a negyedik helyen célba érő Hawthorn is eggyel több pontot szerzett nála. Az utolsó pontszerző helyen, már két kör hátrányban, Toulo de Graffenried végzett a Maseratival.
|    | Rsz. | Versenyző                            | Csapat                | Körök | Idő/Kiesések      | Rajthely | Pontok |
| -- | ---- | ------------------------------------ | --------------------- | ----- | ----------------- | -------- | ------ |
| 1  | 2    | Alberto Ascari                       | Ferrari               | 90    | 2:53'35,8         | 1        | 8      |
| 2  | 6    | Giuseppe Farina                      | Ferrari               | 90    | + 10,4            | 3        | 6      |
| 3  | 16   | Felice Bonetto José Froilán González | Maserati              | 89    | + 1 kör           | 13       | 2      |
| 4  | 8    | Mike Hawthorn                        | Ferrari               | 89    | + 1 kör           | 6        | 3      |
| 5  | 18   | Toulo de Graffenried                 | Maserati              | 88    | + 2 kör           | 7        | 2      |
| 6  | 24   | Maurice Trintignant                  | Gordini               | 87    | + 3 kör           | 12       |        |
| 7  | 10   | Louis Rosier                         | Ferrari               | 86    | + 4 kör           | 8        |        |
| 8  | 36   | Peter Collins                        | HWM-Alta              | 84    | + 6 kör           | 16       |        |
| 9  | 34   | Stirling Moss                        | Connaught-Lea-Francis | 83    | + 7 kör           | 9        |        |
| Ki | 4    | Luigi Villoresi                      | Ferrari               | 67    | Gázszabályozó     | 4        | 1      |
| Ki | 28   | Kenneth McAlpine                     | Connaught-Lea-Francis | 63    | Motor             | 14       |        |
| Ki | 20   | Harry Schell                         | Gordini               | 59    | Váltó/erőátvitel  | 10       |        |
| HN | 30   | Johnny Claes                         | Connaught-Lea-Francis | 52    | Nem meghatározott | 17       |        |
| Ki | 12   | Juan Manuel Fangio                   | Maserati              | 36    | Tengely           | 2        |        |
| Ki | 22   | Roberto Mieres                       | Gordini               | 28    | Váltó/erőátvitel  | 19       |        |
| Ki | 14   | José Froilán González                | Maserati              | 22    | Hátsó tengely     | 5        |        |
| Ki | 32   | Ken Wharton                          | Cooper-Bristol        | 19    | Fizikai           | 18       |        |
| Ki | 26   | Roy Salvadori                        | Connaught-Lea-Francis | 14    | Motor             | 11       |        |
| Ki | 38   | Lance Macklin                        | HWM-Alta              | 7     | Gázszabályozó     | 15       |        |

## Statisztikák
Vezető helyen:
- Alberto Ascari: 90 kör (1-90)

Alberto Ascari 10. (R) győzelme, 10. (R) pole-pozíciója.
- Ferrari 12. győzelme

Váltott vezetéssel: 16-os autóval Felice Bonetto 25 kör, José Froilán González 64 kör.